# 番場の忠太郎 (映画)
『番場の忠太郎』（ばんばのちゅうたろう）は、1955年公開の日本映画。中川信夫監督、新東宝製作・配給、白黒映画、スタンダード・サイズ、9巻 / 2,360メートル（1時間26分）。

## 概要
長谷川伸原作『瞼の母』を、『人情紙風船』や『血槍富士』などのシナリオライターである三村伸太郎が脚本化。中川信夫が監督した。
原作に忠実に映画化されているが、森繁久彌演じる関八州見回り役人と巡礼の姉妹が登場するオリジナルのエピソードを、冒頭の半次（三井弘次）一家の物語と後半の母・お浜（山田五十鈴）と忠太郎（若山富三郎）の再会の物語の間に挟み込み、三部構成の物語になっている。
冒頭の忠太郎と宮の七五郎（阿部九州男）の対決や結末部における飯岡助五郎（伊東健）の刺客と忠太郎の殺陣シーンは、後の『東海道四谷怪談』のファースト・シーンと同じく直角移動によるワンシーン・ワンカットで撮影された、

## あらすじ
旅烏の忠太郎は五歳の時に生き別れになった母との再会を望みながら旅をつづけていたが、途中立ち寄った飯岡宿で助五郎一家のイカサマ博打をめぐる諍いに巻き込まれる。助五郎の放った追手を斬り倒した忠太郎は、やくざに憧れてついて来た半次に故郷である武州金町の老母の元へ戻れと諭して追い返すが、半次の様子を見に行くとそこには助五郎の子分、七五郎と喜八が待ち伏せしていて、忠太郎は半次一家の見ている前で二人を殺す。半次たちへの後難を恐れた忠太郎は「この二人を殺したのは番場の忠太郎」という貼り紙を書き残そうとするが、文盲の忠太郎は字が書けない。半次の母おむらの手を自分の筆を持つ手に添えてもらい字を書き綴る忠太郎は、おむらに生き別れになった母の温もりを感じるのだった。
忠太郎の母お浜の消息を知った半次の妹おぬいは忠太郎の後を追って潮来の宿まで来るが雲助に襲われ、関八州見回りの役人・青木一作に救われる。親を探す巡礼の姉妹と旅をしていた忠太郎は、潮来でも助五郎の追手に狙われるが、青木とともに彼らを追い払う。青木は忠太郎が武州で七五郎と喜八を斬った犯人だと知るが、一目母に会いたい忠太郎に慈悲をかけて見逃してしまう。
おぬいから母お浜が江戸の料亭の女将になっているらしいと聞いた忠太郎は江戸にやって来るが、今は社会的な地位もあり娘・登世の幸せだけを願うお浜は、やっと念願かなった忠太郎に冷たくあたる。「お前は金をせびりに来たのか」というあまりの母の仕打ちに絶望した忠太郎は、生き別れになった母が路頭に迷っていてはいけないと貯めてきた100両の大金を投げつけ「俺の母親はもうどこにもいない。両の瞼を閉じれば懐かしいおっ母ぁの顔が浮かんでくる」と捨て台詞を残して立ち去っていく。絶望した忠太郎は助五郎の刺客に再び取り囲まれると「お前らに親も子もいないなら遠慮なくたたっ斬るぞ」と叫び、怒りをこめて刀を振り回すのだった。

## スタッフ
- 監督： 中川信夫
- 企画： 柴田万三
- 原作： 長谷川伸
- 脚本： 三村伸太郎
- 撮影： 岡戸嘉外
- 美術： 伊藤寿一
- 照明： 小山正治
- 録音： 沢田一郎
- 音楽： 清瀬保二

## キャスト
- 番場の忠太郎： 若山富三郎
- お浜： 山田五十鈴
- お登世： 光岡早苗
- 青木一作： 森繁久彌
- 半次： 三井弘次
- 母おむら： 滝花久子
- 妹おぬい： 桂木洋子
- 宮の七五郎： 阿部九州男
- つき膝の喜八： 冬木京三
- 当り屋清吉： 鳥羽陽之助
- 津久井甚兵衛： 丹波哲郎
- 板場善三郎： 伊沢一郎
- 薬屋の源八： 石川冷
- 番頭勝ッ平： 小森敏
- 飯岡助五郎： 伊東健